# 오번데일 (매사추세츠주)

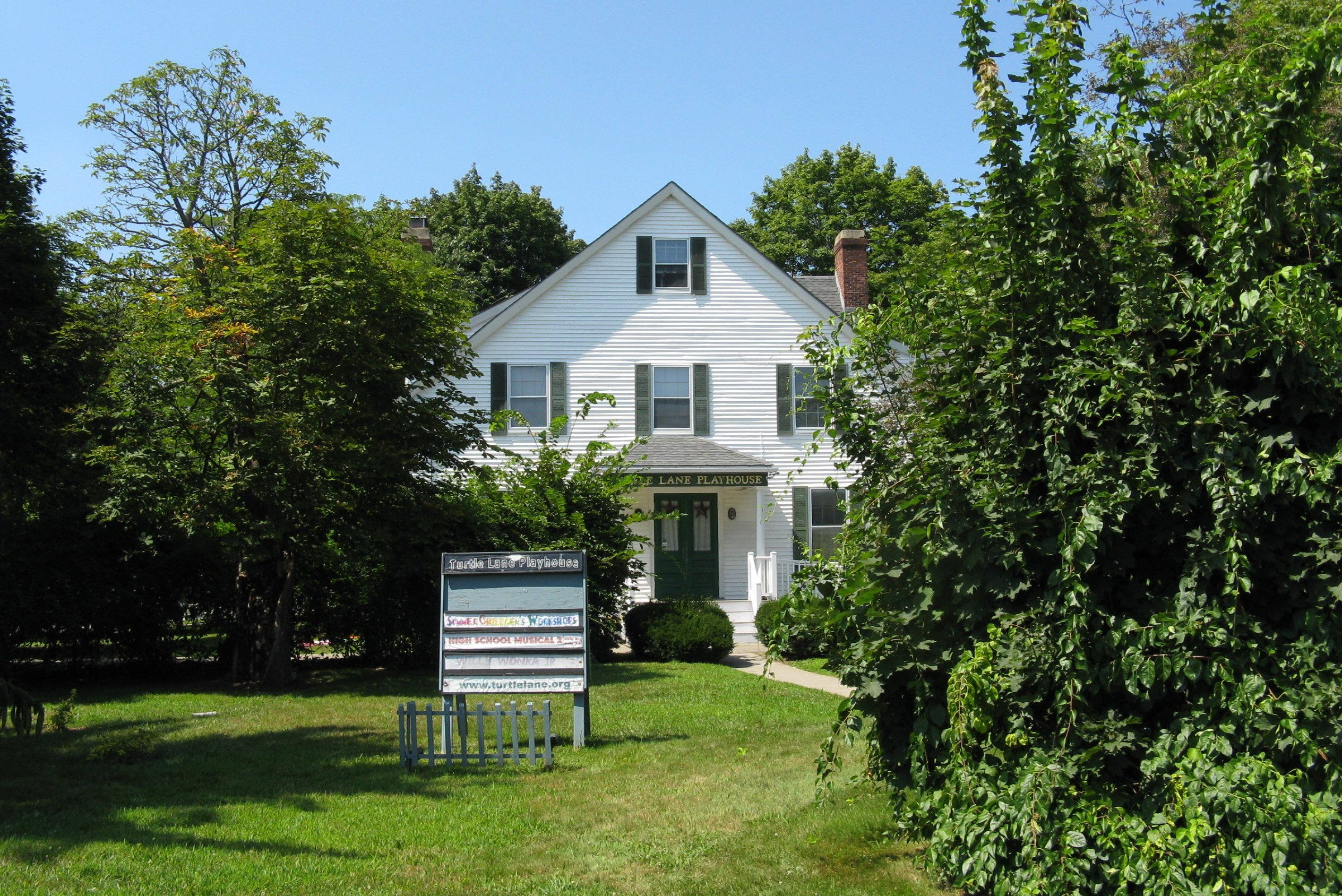
The Turtle Lane Playhouse

오번데일(Auburndale)은 매사추세츠주 뉴턴의 13개 마을 중 하나이다. 뉴턴의 서쪽 끝에 있으며 주간 고속도로 90과 95 사이에 있다. 오번데일에는 러셀 컬리지, 플러머 기념 도서관이 위치하고 있으며, 이 지역을 중심으로 한 오번데일 역사지구는 역사적인 거리, 장소, 건물이 많이 있다.